# Christoph Ingenhoven

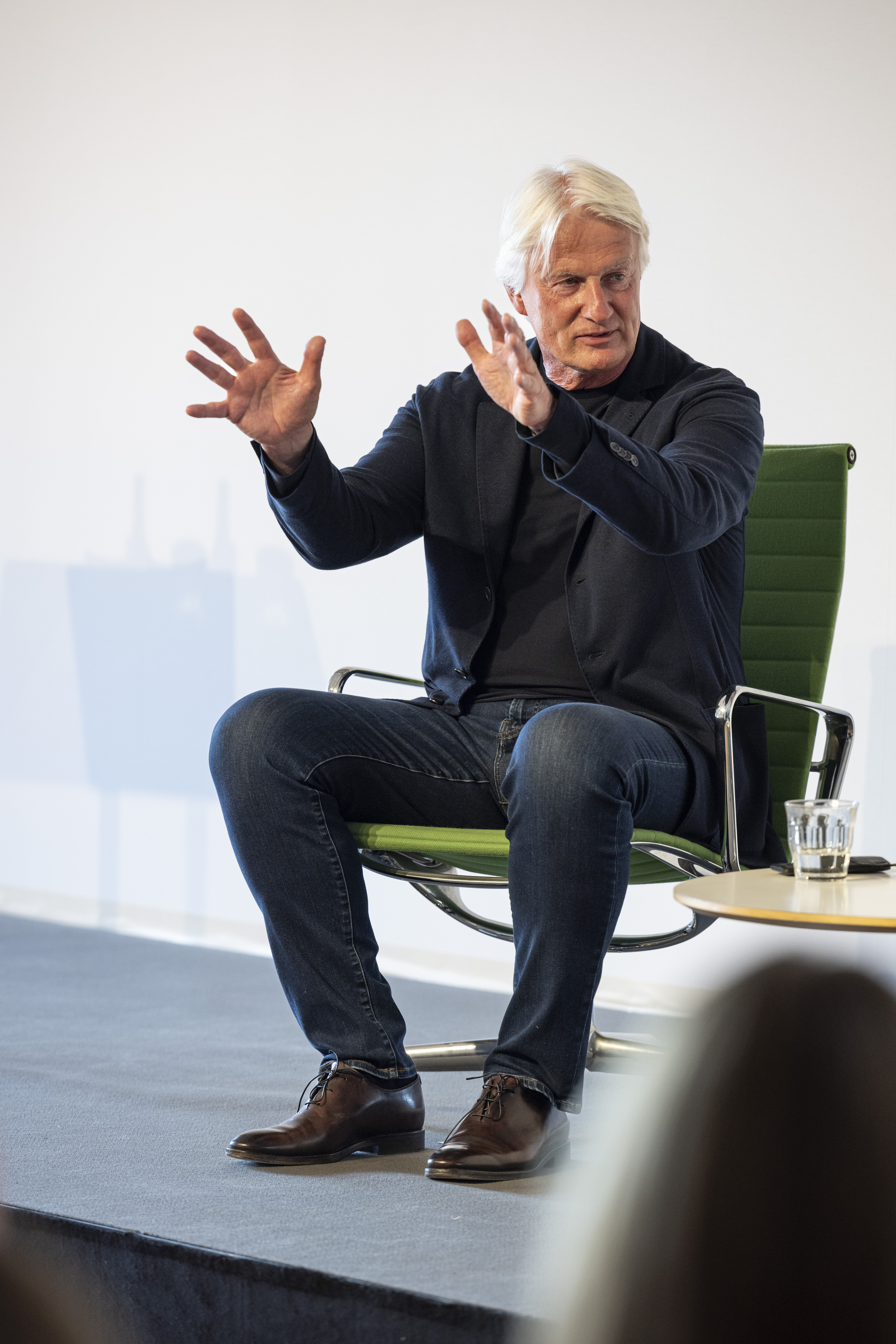
Christoph Ingenhoven (2022)

Christoph Ingenhoven (* 8. März 1960 in Düsseldorf) ist ein deutscher Architekt. Er gründete 1985 Ingenhoven Associates. Sein Büro firmiert heute unter dem Namen christoph ingenhoven architects.

## Leben und Werk
Christoph Ingenhoven wurde 1960 in Düsseldorf geboren und studierte von 1978 bis 1984 Architektur an der RWTH Aachen und von 1980 bis 1981 an der Kunstakademie Düsseldorf bei Hans Hollein. Ingenhoven stammt aus einer Architektenfamilie, bereits sein 2005 verstorbener Vater Robert Ingenhoven arbeitete als Architekt. Auch sein Bruder Oliver Ingenhoven ist mit einem eigenen Architekturbüro in Neuss tätig. 1985 machte sich Christoph Ingenhoven selbständig. Sein Architekturbüro firmiert heute unter dem Namen christoph ingenhoven architects und hat seinen Hauptsitz in Düsseldorf.
Internationale Anerkennung erhielt sein Architekturbüro 1997 mit dem Entwurf eines der ersten ökologischen Hochhäuser weltweit, dem RWE Turm in Essen. Bereits 1991 erhielt der damals 31-Jährige Ingenhoven große Beachtung, als er mit seinem Team im internationalen Wettbewerb zum Commerzbank Tower in Frankfurt/M. neben Norman Foster von der Jury prämiert wurde. Dass letztlich Foster mit dem Bau des Hochhauses beauftragt wurde, veranlasste Frei Otto zu einer öffentlichen Stellungnahme, in der er sich für den Entwurf des jungen deutschen Architekten aussprach.
Zu den wichtigsten ausgeführten Bauten Ingenhovens gehören u. a. die Europäische Investitionsbank in Luxemburg, das Lufthansa Aviation Center am Frankfurter Flughafen, die Hauptverwaltung der Daniel Swarovski Corporation am Zürichsee, das Oeconomicum in Düsseldorf sowie das Hochhaus 1 Bligh in Sydney. Dieses wurde als erstes Hochhaus in Sydney mit einer Six-Star World Leadership Zertifizierung des australischen Öko-Standards green star ausgezeichnet.

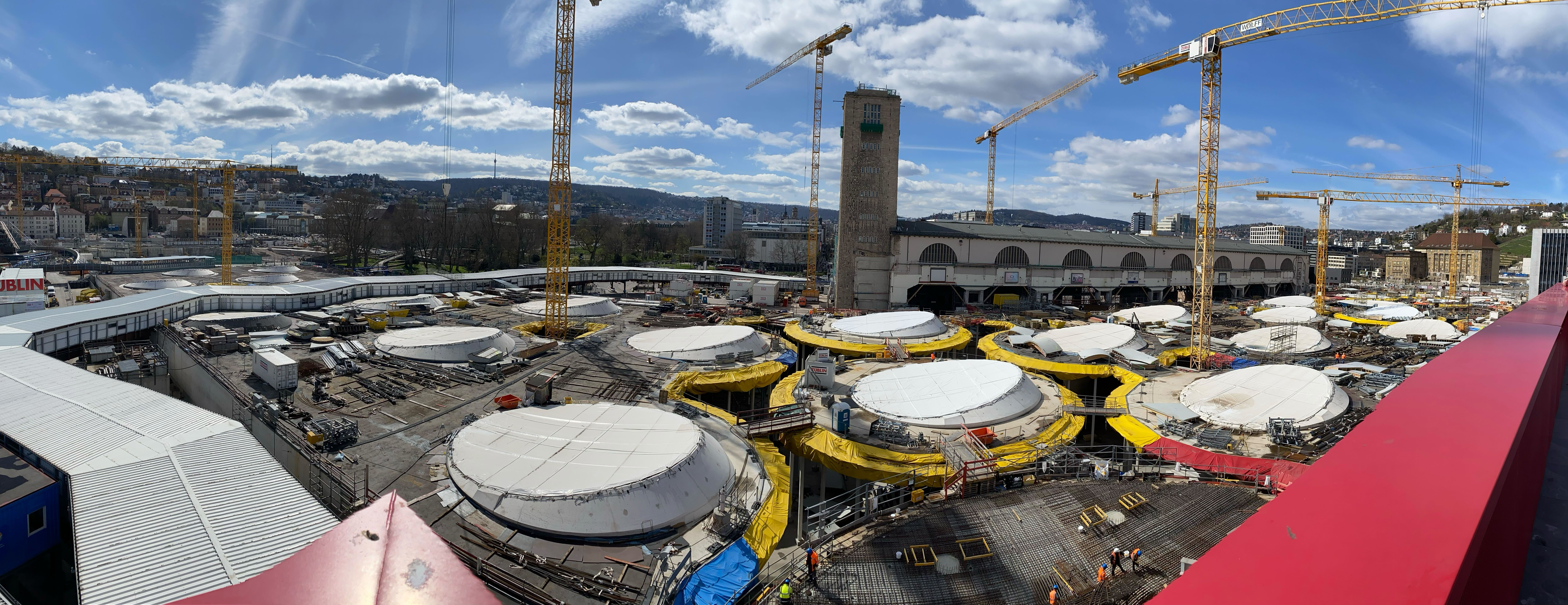
Baustelle der neuen Bahnhofshalle in Stuttgart (März 2023)

1997 setzte sich Ingenhoven in einem internationalen Wettbewerb für den Um- und Neubau des Stuttgarter Hauptbahnhofes gegen 125 Teilnehmer durch. Die Bauarbeiten begannen 2010.
Christoph Ingenhoven ist Gründungsmitglied der Deutschen Gesellschaft für Nachhaltiges Bauen (DGNB) sowie der Bundesstiftung Baukultur und u. a. Mitglied der Nordrhein-Westfälischen Akademie der Wissenschaften und der Künste.
Neben seiner Mitgliedschaft in der Architektenkammer Nordrhein-Westfalen (AKNW) und dem BDA Bund Deutscher Architekten ist Christoph Ingenhoven Mitglied im schweizerischen Ingenieur- und Architektenverein SIA, bei RIBA The Royal Institute of British Architects, AlA American Institute of Architects, RAJA Australian Institute of Architects und beim CTBUH Council on Tall Buildings and Urban Habitat.

## Stil und Philosophie
Christoph Ingenhoven verfolgt einen Ansatz nachhaltiger Architektur, der höchste ökologische und baukulturelle, künstlerische Ziele anstrebt. Die baulichen Entwürfe sehen die Nutzung natürlicher Ressourcen wie Sonnenlicht, Erdwärme, Regenwasser sowie die Klimatisierung durch natürliche Ventilation vor und passen sich möglichst ortsspezifisch den umgebenden (Stadt-)Landschaften an. Ingenhoven nennt sein Konzept einer ganzheitlich gedachten, interdisziplinären, nachhaltigen Architektur supergreen. Über die ökologischen Aspekte hinaus schließt das supergreen-Konzept auch soziale und humanistische Aspekte ein.

## Auszeichnungen
Christoph Ingenhoven hat für seine Projekte zahlreiche nationale und internationale Preise und Anerkennungen erhalten, u. a. den Holcim Awards Gold Sustainable Construction für den Hauptbahnhof Stuttgart und den Internationalen Hochhaus-Preis 2012/2013 für 1 Bligh, Sydney. Mehrere seiner Projekte wurden mit MIPIM und WAF Awards ausgezeichnet. 2023 erhielt der Lanserhof Sylt sowohl einen MIPIM, als auch einen WAF Award.
Die Sächsische Akademie der Künste verlieh Christoph Ingenhoven am 26. September 2019 den Semperpreis. 2022 wurde er in Athen mit dem European Prize for Architecture ausgezeichnet. Mit der Goldenen Blume erhielt Ingenhoven 2023 als erster Architekt den ältesten Umweltschutzpreis Deutschlands. 2024 erhielt er vom AW-Magazin die Auszeichnung AW Architekt des Jahres. Im Zuge dieser Auszeichnung eröffnete am 19. Juli 2024 im Aedes Architekturforum in Berlin die Ausstellung Stuttgart Main Station. Ein Jahrhundertprojekt wird Realität.

## Ausgewählte Projekte

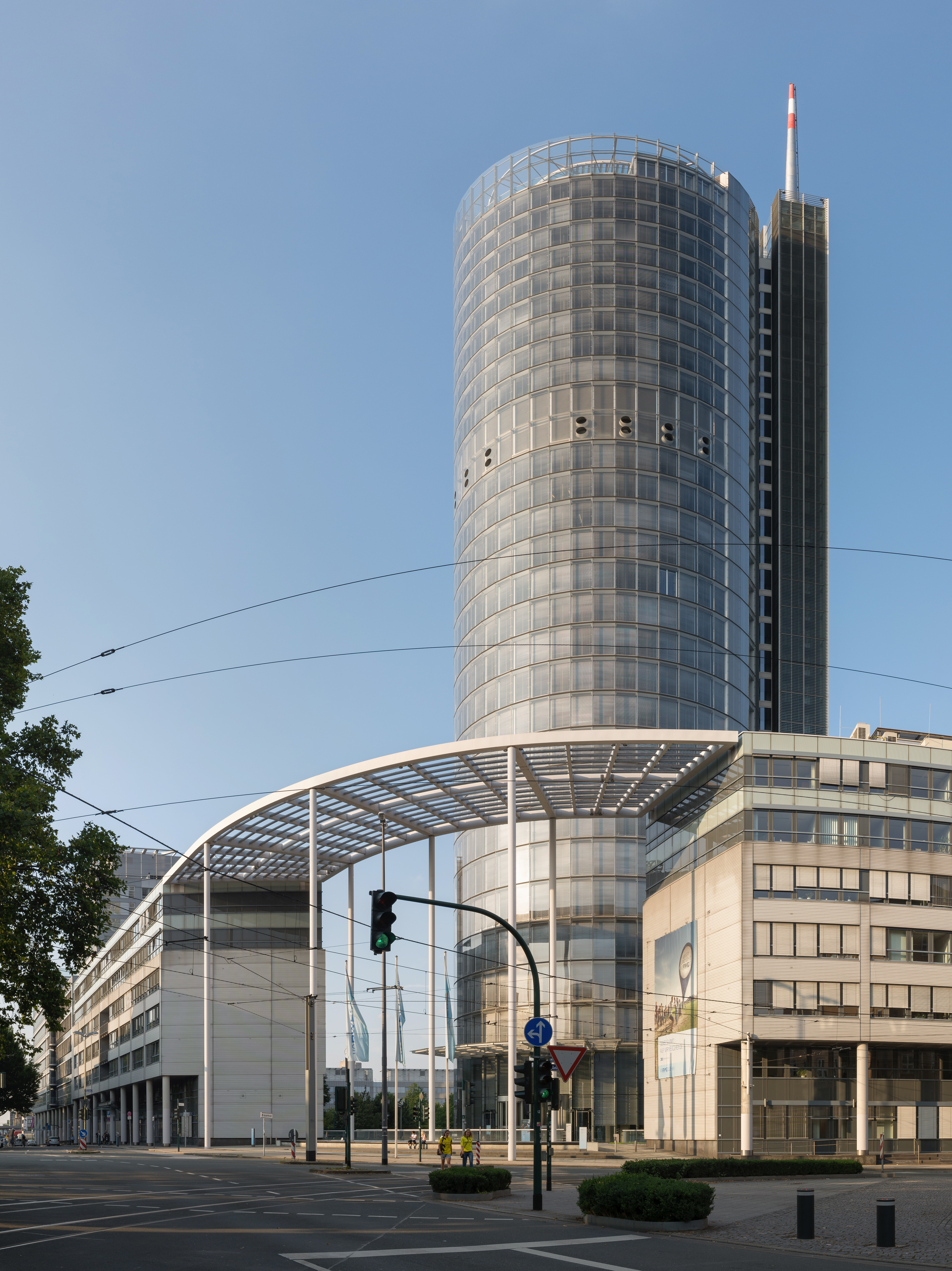
RWE Tower Essen (1997)

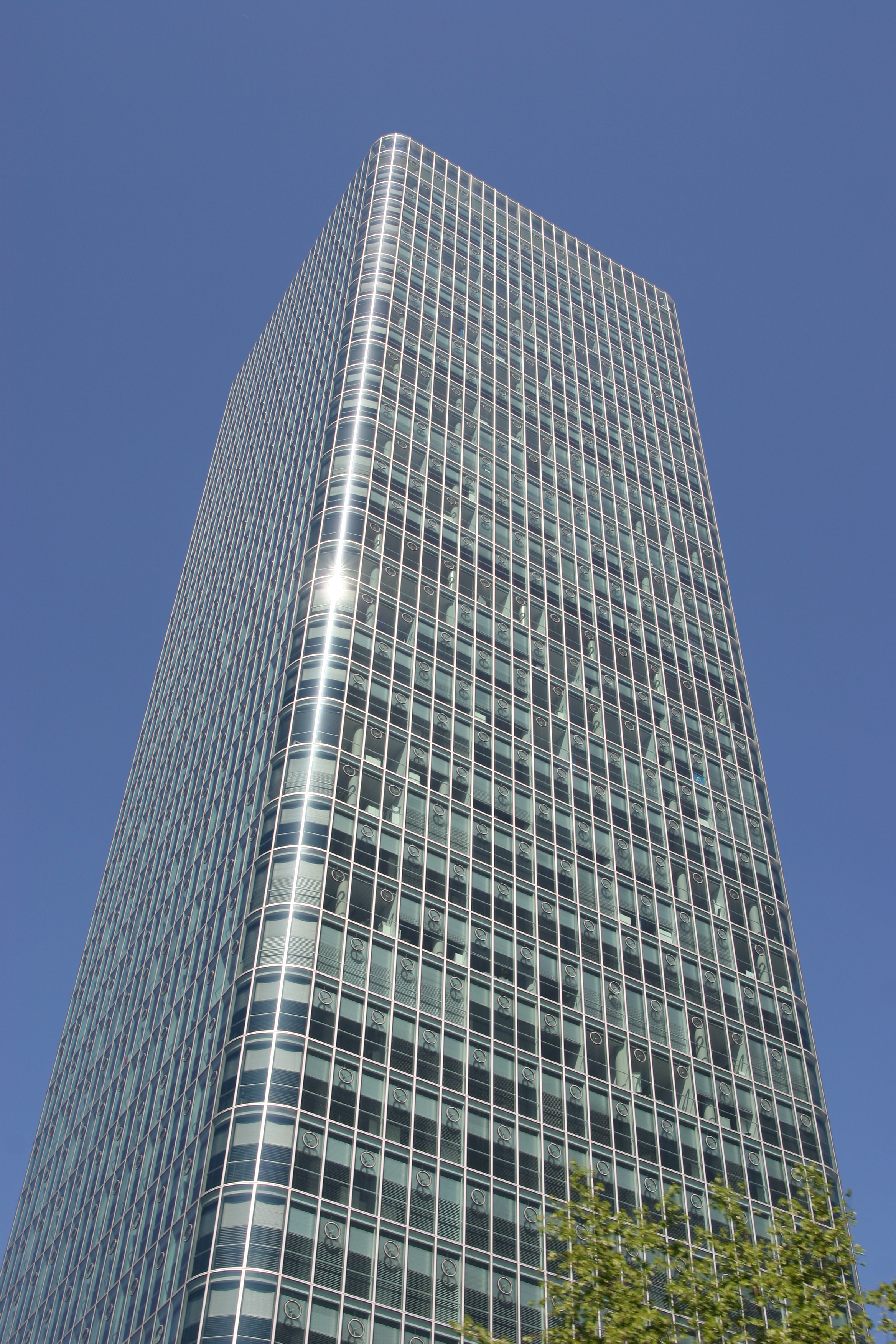
Uptown München (2005)

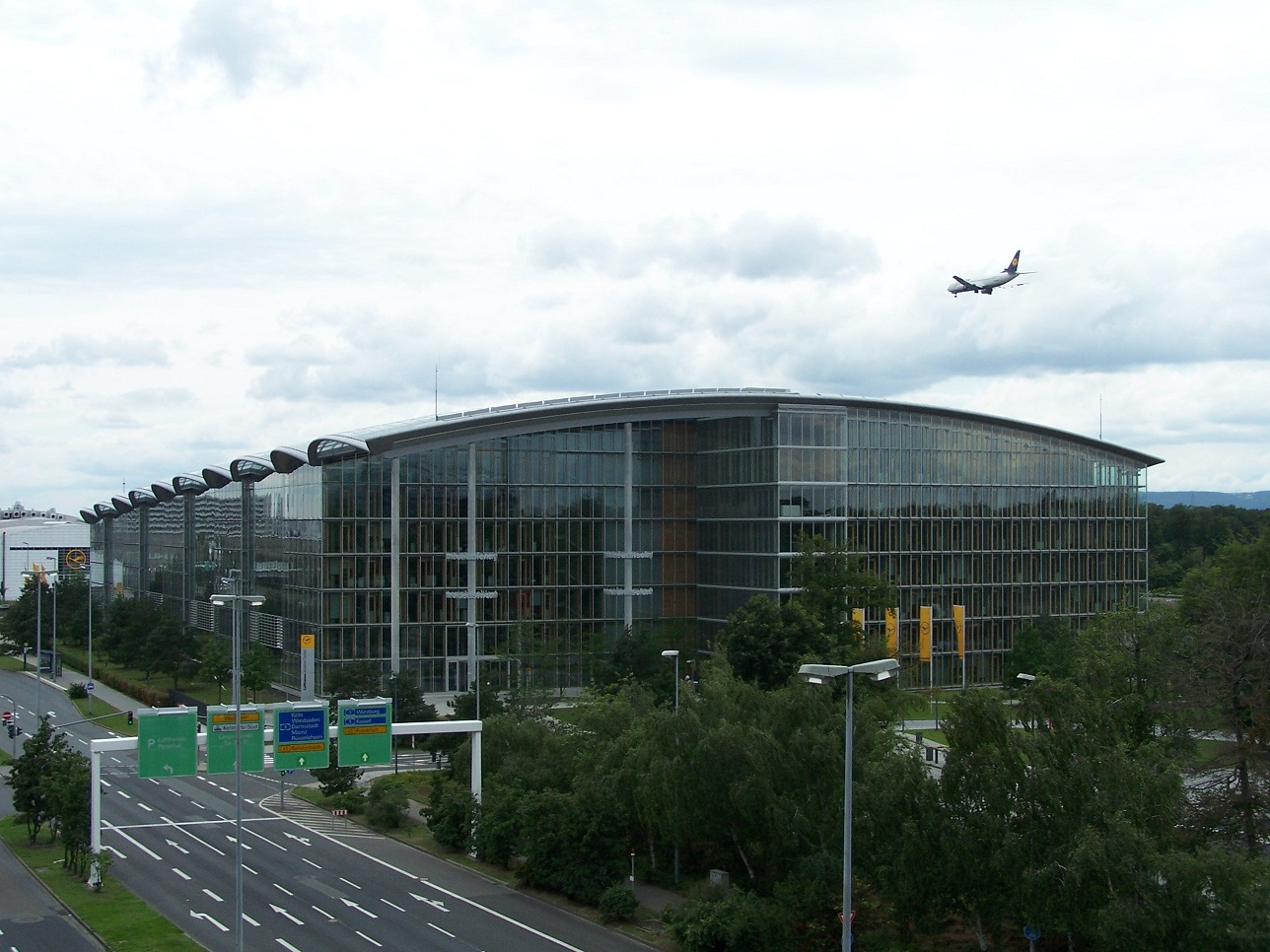
Lufthansa Aviation Center Frankfurt (2006)

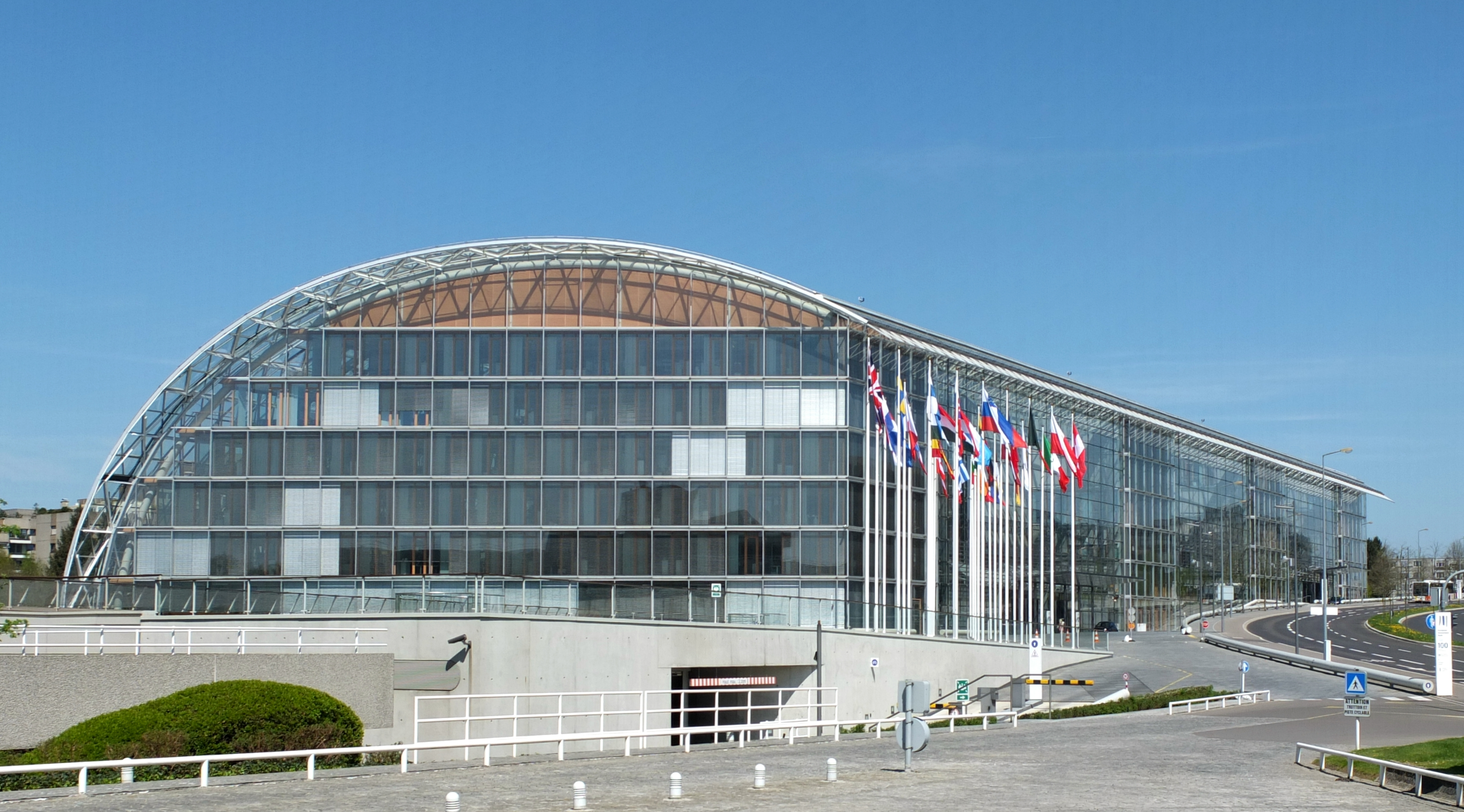
Europäische Investitionsbank Luxemburg (2008)

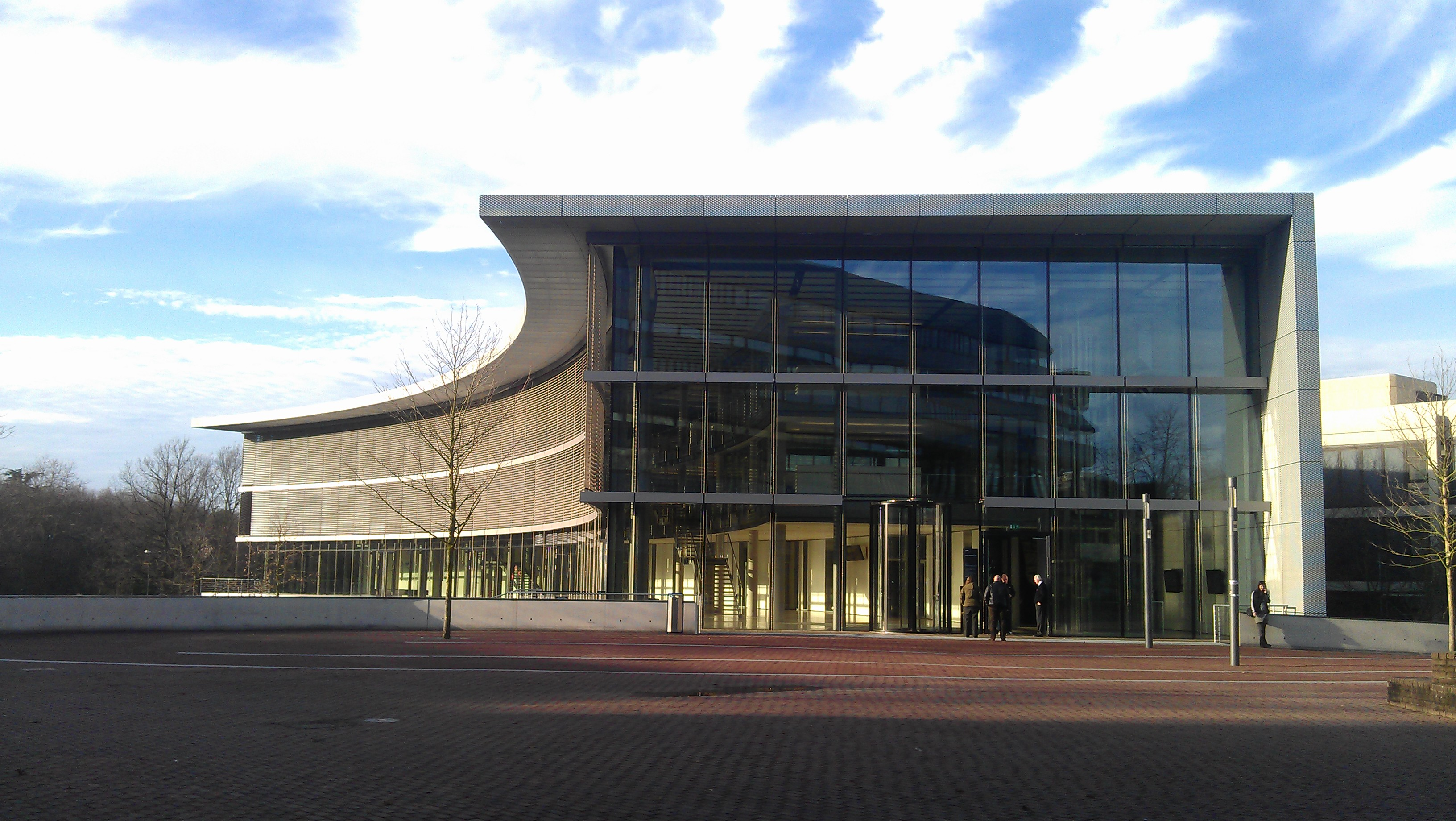
Oeconomicum der HHU Düsseldorf (2010)

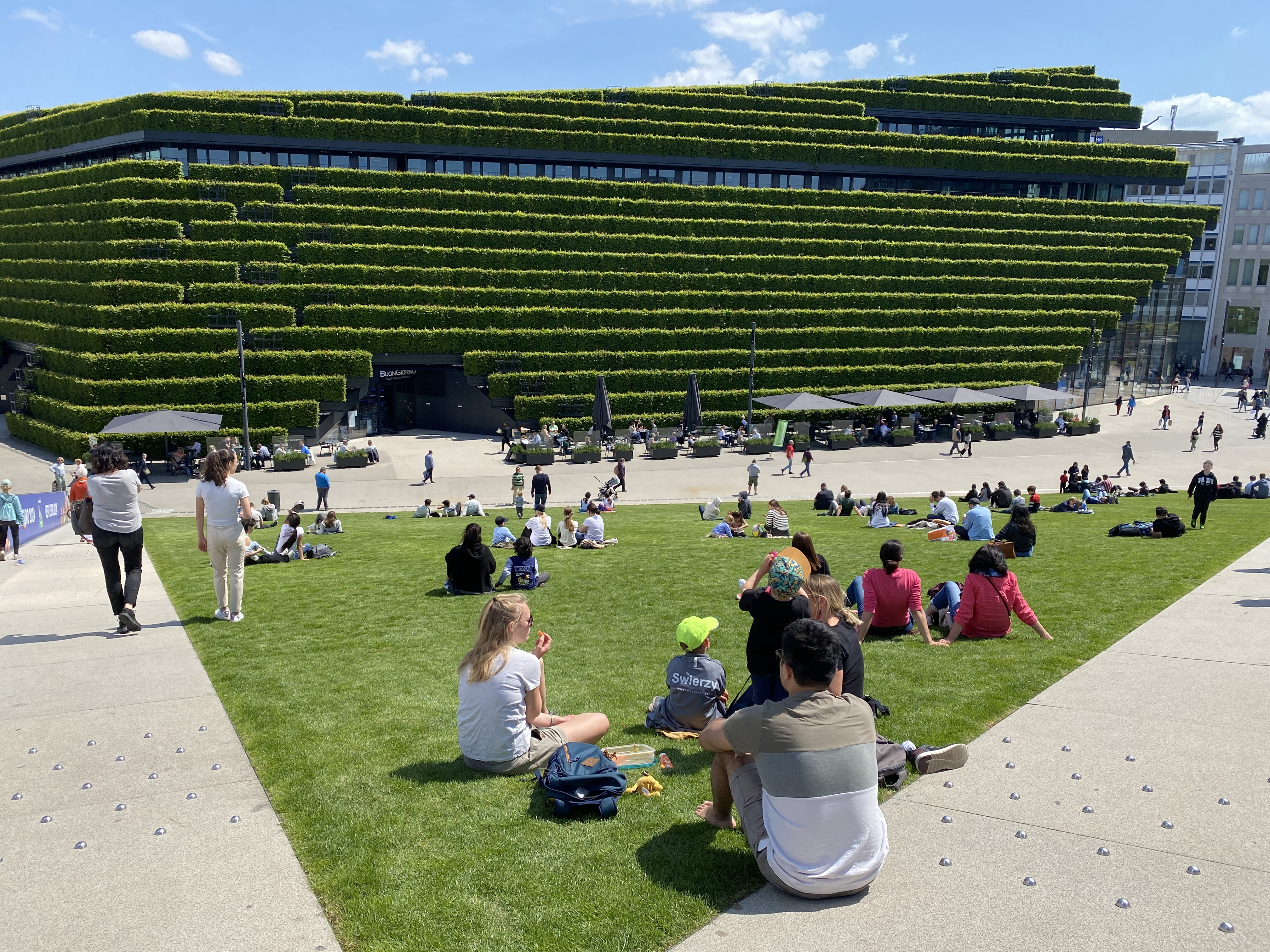
Kö-Bogen II Düsseldorf (2021)

### Fertiggestellte Bauten
- 1997: RWE-Tower in Essen[29]
- 1997: Kaistraße im Düsseldorfer Medienhafen
- 2000: Hauptverwaltung der Stadtsparkasse Düsseldorf[30]
- 1999–2001: Audi Messe-Pavillons in Frankfurt/M., Tokio, Detroit, Genf und Paris
- 2001: Burda Medienpark in Offenburg
- 2001: Hauptverwaltung der Stadtwerke Düsseldorf[31]
- 2002: Speditionsstraße 17 in Düsseldorf
- 2003: Verwaltungsgebäude für Gira in Radevormwald[32]
- 2004: Burda-Hochhaus in Offenburg
- 2005: Peek & Cloppenburg in Chemnitz
- 2005: Uptown (O2-Tower) München
- 2005: Peek & Cloppenburg in Lübeck
- 2006: Lufthansa Aviation Center am Flughafen Frankfurt/M.[33]
- 2008: Europäische Investitionsbank in Luxemburg
- 2008: Breezé Tower in Osaka
- 2008: Neue Messe Hamburg[34]
- 2008: Oval am Kaiserkai in der HafenCity Hamburg
- 2009: Sky Office in Düsseldorf
- 2011: 1 Bligh Street in Sydney, Australien
- 2010: D. Swarovski am Zürichsee, Schweiz
- 2010: Oeconomicum der Heinrich-Heine-Universität in Düsseldorf[35]
- 2011: Hauptverwaltung HDI Gerling in Hannover
- 2017: Rathaus im Stühlinger in Freiburg im Breisgau
- 2017: Marina One Singapur[36][37]
- 2021: Kö-Bogen II in Düsseldorf[38]
- 2021: Sanierung Düsseldorfer Schauspielhaus[39]
- 2022: Betonsilo Plange-Mühle in Düsseldorf[40]
- 2022: Toranomon Hills Towers in Tokio[41][42]
- 2022: Lanserhof Sylt[43][44]
- 2023: Calwer Passage Stuttgart[45][46]
- 2023: Klinik Gut St. Moritz[47]
- 2024: Joachim-Erwin-Platz 1 Düsseldorf[48]

### Aktuelle Projekte
- Hauptbahnhof Stuttgart / Stuttgart 21[9][8][49]
- Arlberg Hospiz Hotel in St. Christoph[50]
- Pier One im Düsseldorfer Hafen[51]
- Wohnhochhaus 505 George Street in Sydney[52]
- Wohnbebauung am Oberwiesenfeld in München[53][54]
- Plange-Mühle-Campus in Düsseldorf[55]
- The Crown, Strandkai HafenCity Hamburg[56]
- Kant & Kopf HafenCity Hamburg
- UNIQ Towers Düsseldorf[57]
- Hochhaus 1 Spring Street in Melbourne[58]
- Heinrich-Hertz-Turm Hamburg[59]
- Lanserhof at Finca Cortesin Marbella[60]

### Wichtige Wettbewerbe und Studien
- 1991: Commerzbank Hauptverwaltung Frankfurt/M.[61][6]
- 2000: Airbus Hamburg[62][63]
- 2001: Central Park Berlin[64][65]
- 2007: UCD University College Dublin (1. Preis)[66][67]
- 2008: Hauptbahnhof Bologna[68]
- 2008: ICC Internationaler Strafgerichtshof in Den Haag (1. Preis)[69]
- 2008: Al Haram Moschee Mekka[70]
- 2009: Mittelrheinbrücke Sankt Goar (2. Preis)[71]
- 2010: Google Headquarters Mountain View[72]
- 2023: Opernhaus der Zukunft Düsseldorf[73]
- 2024: Haus der digitalen Welt Hamburg[74]

## Vorträge (Auswahl)
- 2024: Internationales Symposium Mobility as a Urban Lab in der Cité de l’architecture et du patrimoine in Paris[75]
- 2023: Keynote auf dem Deutschen Architekt*innentag der Bundesarchitektenkammer in Berlin[76]
- 2022: Oskar von Miller Forum im Deutschen Museum in München[77]
- 2021: Podiumsdiskussion zur Woche der Umwelt im Bundespräsidialamt in Berlin[78]
- 2019: Sächsische Akademie der Künste zur Semperpreisverleihung in Dresden[79]
- 2018: Architects, not Architecture[80]
- 2017: Symposium zu Peter Sloterdijk am ZKM in Karlsruhe[81]
- 2016: Hortitecture 02 internationales Symposium an der TU Braunschweig[82]